# Ломмісвіль
Ломмісвіль (нім. Lommiswil) — громада  в Швейцарії в кантоні Золотурн, округ Леберн.

## Географія
Громада розташована на відстані близько 31 км на північ від Берна, 6 км на захід від Золотурна.
Ломмісвіль має площу 5,8 км², з яких на 13,2% дозволяється будівництво (житлове та будівництво доріг), 44% використовуються в сільськогосподарських цілях, 42,8% зайнято лісами, 0% не є продуктивними (річки, льодовики або гори).

## Демографія
2019 року в громаді мешкало 1540 осіб (+7,6% порівняно з 2010 роком), іноземців було 7,6%. Густота населення становила 267 осіб/км².
За віковим діапазоном населення розподілялося таким чином: 21% — особи молодші 20 років, 57,5% — особи у віці 20—64 років, 21,5% — особи у віці 65 років та старші. Було 649 помешкань (у середньому 2,4 особи в помешканні).
Із загальної кількості 167 працюючих 36 було зайнятих в первинному секторі, 32 — в обробній промисловості, 99 — в галузі послуг.